# Papà cerca moglie (film 1933)
Papà cerca moglie (A Bedtime Story ) è un film del 1933, diretto da Norman Taurog.

## Produzione
Il film fu prodotto dalla Paramount Pictures.

## Distribuzione
Distribuito dalla Paramount Pictures, uscì nelle sale cinematografiche USA il 22 aprile 1933.